# 리스트커터스 - 러브 스토리
리스트커터스 - 러브 스토리(Wristcutters: A Love Story)는 미국에서 제작된 고랜 더킥 감독의 2006년 코미디, 드라마, 판타지, 멜로/로맨스 영화이다. 패트릭 후짓 등이 주연으로 출연하였고 크리스 코엔 등이 제작에 참여하였다.

## 출연

### 주연
- 패트릭 후짓
- 샤닌 소세이먼

### 조연
- 쉐어 위햄
- 톰 웨이츠
- 윌 아넷
- 카메론 보웬
- 존 호키스
- 레슬리 빕
- 아브라함 벤루비
- 미캘 P.  래자레브
- 메리 팻 글리슨
- 제이크 부시
- 클레인 크로포드
- 애너톨 레즈메리차
- 체이스 엘리슨
- 어윈 케이즈
- 재즈먼
- 지아 해리스

## 제작진
- 공동제작: 채핀 윌슨
- 라인프로듀서: 찰스 아서 버그
- 미술: 린다 세나
- 의상: 에리카 니코트라
- 배역: 샤논 맥하니언